# 高等教育局
高等教育局（こうとうきょういくきょく、英語: Higher Education Bureau）は、文部科学省の内部部局の一つ。大学など高等教育機関を所掌する。ただし、高等学校については「後期中等教育」に分類されるため初等中等教育局が所掌している。

## 職務
- 高等教育機関の設置認可
- 高等教育機関の質の保証
- 大学教育改革の支援
- 国立大学法人の一層の活性化
- 私立大学の振興
- 奨学金事業
- 留学生交流の推進

## 組織
- 高等教育企画課
- 大学振興課
- 専門教育課
- 医学教育課
- 学生支援課
- 国立大学法人支援課
- 参事官（国際担当）
- 私学部
  - 私学行政課
  - 私学助成課
  - 参事官（学校法人担当）

## 特筆事項
- 2012年11月1日、大学設置・学校法人審議会の答申を受けて、翌2日に田中眞紀子文部科学大臣が秋田公立美術大学ほか2大学の新設を不可とする公表を行った[1]。田中はマスコミの取材に対して、就任間もない大臣（前月10月1日就任）が大学の認可・不認可という重要事項を自分の一存で決められるものではなく、事務方の意向に沿ったものであるとした。一方、大臣官房長の前川喜平（当時）は、「今は認可しない」ということと「不認可」とは異なるとして、田中の言葉が不適切だったと指摘し、官僚側と田中との間に意思疎通上の齟齬があったとした[2]。この会見の2日後の同月8日、文部科学省は不認可の決定を撤回し、高等教育局長で秋田県副知事を務めたことのある板東久美子が認可状を手渡した[3]。

- 2014年度より、これまでの「グローバル人材育成支援」事業（予算20億円）に加え、「スーパーグローバル大学創成支援」事業が実施に移され、新たに77億円の事業予算を獲得した[4]。学生数などを基準として配賦される補助金とは異なり、審査・更新によって配賦が決定する補助金であるため[5]、大学への天下り理事や教員受入れの温床になるのではないかという危惧が惹起されている[誰によって?]。

- 特定非営利活動法人TABLE FOR TWO International理事の船橋力をプロジェクト・リーダーに起用した官民協働海外留学創出（トビタテ!留学JAPAN）事業の実施事務局である[6]。

- 大学の学士号の種類が、2007年の時点で従前の29種類から580種類へと大幅に増加した事態を受け、高等教育局は学士号の種類について一定のルール化を図る方針である旨の見解を示したが[7]、何ら措置を講じなかったため[8]、2012年の時点では700種類を超すまでになった[9]。しかし、その後も措置を講じることはなく[9]、文部科学省の依頼に答申するという形で2014年9月に、日本学術会議が「（学士の）内容が不明確で国際的にも通用しない」とする報告書を提出することとなった[10]。

- 2014年10月29日、大学設置・学校法人審議会の答申を受けて、幸福の科学大学の開設認可申請を不可とした[11]。幸福の科学学園は文部科学省に抗議する一方[12]、不認可期間について説明を求めた。文部科学省は5年間認可しない旨の通知をおこなった[13]。

- 学校教育法第135条では、「専修学校、各種学校その他第1条[14]に掲げるもの以外の教育施設は、同条に掲げる学校の名称又は大学院の名称を用いてはならない」とされており、第146条では「（この）第135条の規定に違反した者は、十万円以下の罰金に処する」としているが、自治体の生涯学習施設が大学・大学院を名乗ることを黙認してきたため、私立大学並みの年間授業料を徴収する無認可大学についても是正措置がとれないままでいる。

- イギリスのタイムズ紙の付録冊子「タイムズ・ハイアー・エデュケーション」が発表する世界大学ランキング上位200校に入る日本の大学を、2020年までに10校ぐらいまでに増やすことを目標としている[15]。

- 2014年度に開催されていた「実践的な職業教育を行う新たな高等教育機関の制度化に関する有識者会議」で、大学を学術機関と職業訓練機関に分けようとする素案が波紋を呼んだが[16]、2015年度に入った5月7日に、別途「第1回実践的な職業教育を行う新たな高等教育機関の制度化に関する特別部会」が召集された。文部科学省主導の下、首相官邸に設けられた産業競争力会議の6月4日の会議がこれを追認する形で、同会議議長の首相自らが大学の職業訓練機関化の方針をプレス発表した[17]。なお、「実践的な職業教育を行う新たな高等教育機関の制度化に関する特別部会」は生涯学習政策局との共管であり、文部科学審議官が統括している。

- 高等教育の制度設計に一貫性や整合性がなく統制もとれていないため、学位・資格の授与や生涯学習政策なども絡んで制度的な混乱が看過できない状況にあり、加えて雇用のミスマッチやニート増大の元凶のひとつにもなり始めているといった報告が多方面からなされている。

※医療制度と連動しない薬学部6年制への移行は当初から批判にさらされた。また、社会科学系では修士号ばかりか当該分野の学士号さえ持たずに教職に就く者が少なくない中で、看護学系博士号の大量増員（年500人ペース）についても、看護教育の質をかえって低下させるのではないかと懸念する声があがった（博士号取得者の比率を主要国なみに引き上げるとする施策を看護学系で吸収しようとの文部科学省の方針に基づくが、博士号取得者の比率が低いのは人文科学・社会科学・理学分野である）。
- 2015年（平成27年）3月の教育再生実行会議の第6次提言を受けて、「職業実践力育成プログラム（BP）認定制度」を設けた[20]。厚生労働省との連携で、専門職学位や公的資格の取得を目指す課程ではなくとも、相応の「履修証明」であればこれに認定し、教育訓練給付制度の対象として、厚労省から年最大48万円の受給を可能とした[21]。

- 2015年に退職した吉田大輔・前局長の早稲田大学への再就職に関して天下りのあっせんの疑惑が報じられた（文部科学省天下り問題）[22]。

## 歴代局長

### 現職
| 氏名     | 出身省庁 | 前職       | 就任年月日    |
| -------- | -------- | ---------- | ------------- |
| 合田哲雄 | 文部省   | 文化庁次長 | 2025年7月15日 |

### 過去
| 氏名       | 出身官庁   | 前職               | 在任期間                      | 後職                                                                            |
| ---------- | ---------- | ------------------ | ----------------------------- | ------------------------------------------------------------------------------- |
| 工藤智規   | 文部省     | 文部省学術国際局長 | 2001年1月6日 - 2003年1月10日  | 文部科学審議官                                                                  |
| 遠藤純一郎 | 文部省     | 文部省体育局長     | 2003年1月10日 - 2004年7月1日  | 独立行政法人教員研修センター理事長                                              |
| 石川明     | 文部省     | 研究振興局長       | 2004年7月1日 - 2006年7月      | 日本私立学校振興・共済事業団理事                                                |
| 清水潔     | 文部省     | 研究振興局長       | 2006年7月 - 2008年7月11日     | 生涯学習政策局長                                                                |
| 德永保     | 文部省     | 大臣官房審議官     | 2008年7月11日 - 2010年7月30日 | 国立教育政策研究所長                                                            |
| 磯田文雄   | 文部省     | 高等教育局私学部長 | 2010年7月30日 - 2012年1月6日  | 東京大学理事                                                                    |
| 板東久美子 | 文部省     | 生涯学習政策局長   | 2012年1月6日 - 2013年7月8日   | 文部科学審議官                                                                  |
| 布村幸彦   | 文部省     | 初等中等教育局長   | 2013年7月8日 ‐ 2014年1月17日  | 一般財団法人東京オリンピック・パラリンピック競技大会組織委員会 理事・副事務総長 |
| 吉田大輔   | 文部省     | 研究振興局長       | 2014年1月17日 ‐ 2015年8月4日  | 早稲田大学大学総合研究センター教授                                              |
| 常盤豊     | 文部省     | 研究振興局長       | 2015年8月4日 - 2017年7月11日  | 生涯学習政策局長                                                                |
| 義本博司   | 文部省     | 大臣官房総括審議官 | 2017年7月11日 - 2019年1月22日 | 大学入試センター理事                                                            |
| 伯井美徳   | 文部省     | 文部科学戦略官     | 2019年1月22日 - 2021年9月21日 | 初等中等教育局長                                                                |
| 増子宏     | 科学技術庁 | 大臣官房長         | 2021年9月21日 - 2022年9月1日  | 文部科学審議官                                                                  |
| 池田貴城   | 文部省     | 研究振興局長       | 2022年9月1日 - 2024年7月11日  | 国立教育政策研究所長                                                            |
| 伊藤学司   | 文部省     | 大臣官房審議官     | 2024年7月11日 - 2025年7月15日 | 文化庁次長                                                                      |